# Michel Rousseau (nuotatore)
Michel Rousseau (Bois-Colombes, 8 giugno 1949) è un ex nuotatore francese.

## Carriera
Specializzato nello stile libero, vinse la medaglia d'argento sulla distanza dei 100m alla prima edizione dei campionati mondiali, a Belgrado nel 1973. Fu altresì campione europeo nel 1970, sempre sui 100m, a Barcellona.

## Palmarès
- Mondiali

Belgrado 1973: argento nei 100m stile libero.
- Europei:

Barcellona 1970: oro nei 100m stile libero e argento nella 4x100m misti.